# ديونيسيوس (بابا روما)
ديونيسيوس هو بابا الكنيسة الكاثوليكية الخامس والعشرين وقديس وفق المعتقدات المسيحية، كان أسقف روما بين 22 يوليو 259 حتى وفاته في 26 ديسمبر 268، خلفًا للبابا سيكتوس الثاني.
قد يكون ولد في ماجنا غراسيا، ولكن لم يتم التحقق من صحة هذا الادعاء حتى اليوم. وانتخب البابا ديونيسيوس في عام 259، بعد استشهاد البابا سيكتوس الثاني في عام 258. وكان الكرسي الرسولي قد ظل شاغرا لمدة عام تقريبا بسبب صعوبة في انتخاب البابا الجديد خاصة خلال فترة الاضطهادات العنيفة ضد المسيحيين. عندما اخذت الامور بالتحسن والهدوء، تم اختيار ديونيسيوس لمنصب أسقف روما. تم القبض على الإمبراطور فاليريان الأول، الذي قاد الاضطهاد ضد المسيحيين، وقتل من قبل ملك الفرس في عام 260. أصدر الإمبراطور الجديد غاليريوس، مرسوما للتسامح، وبذلك انتهى اضطهاد المسيحيين وتم تحديد مكانة الكنيسة القانونية.
بعث البابا ديونيسيوس مبالغ كبيرة من المال لكنائس كابادوكيا، الذي كان قد دمرت من قبل القوط، وذلك لإعادة بناء تلك الكنائس وإلى الأسر التي اخطف أو قتل اقربائها. كانت فترته فترة سلام فقد الإمبراطور غاليروس مرسوما للتسامح الذي استمر حتى عام 303. ديونيسيوس هو الباب الأول الذي لم يكن شهيدا. توفي في 26 ديسمبر عام 268.
في الفن، يتم تصويره في الثواب البابوي، ويمسك معه كتاب.